# Třída Sleipner (1963)
Třída Sleipner byla třída korvet norského královského námořnictva z éry studené války. Celkem byly postaveny dvě jednotky této třídy. Od 80. let byly používány především k výcviku. Vyřazeny byly roku 1993.

## Stavba
Postaveny byly pouze dvě z plánovaných pěti jednotek této třídy. Zatímco Sleipner postavila loděnice Nylands mekaniske verksted, jeho sesterskou loď Æger postavila loděnice Aker Yards. Obě sídlící v Oslu.
Jednotky třídy Sleipner:
| Jméno                    | Zahájení stavby | Spuštěna          | Vstup do služby | Osud           |
| ------------------------ | --------------- | ----------------- | --------------- | -------------- |
| Sleipner (F310, ex P950) | 1963            | 9. listopadu 1963 | 29. dubna 1965  | Vyřazena 1993. |
| Æger (F311, ex P951)     | 1964            | 24. září 1965     | 31. března 1967 | Vyřazena 1993. |

## Konstrukce
Elektroniku tvořily radary TM-1226 a Decca 202, systém řízení palby Mk.63 pro 76mm kanón, dále sonary SQS-36 a Terne III. Plavidla byla vyzbrojena jedním 76mm kanónem Mk.34, jedním 40mm kanónem Bofors, jedním vrhačem raketových hlubinných pum Terne III a jedním spouštěčem hlubinných pum. Pohonný systém tvořily dva diesely Maybach o výkonu 8 800 shp, pohánějící dva lodní šrouby. Nejvyšší rychlost dosahovala 22 uzlů.

### Modernizace
Původní systém řízení palby Mk.63 roku 1972 nahradily dva optotronické systémy TVT-300. Protiponorkovou výzbroj posílily dva trojhlavňové 324mm torpédomety Mk.32. Při modernizaci v letech 1986–1987 plavidla dostala nový trupový sonar Thomson-CSF TSM 2633 Spherion Mk.1.